# Psammomys
Genre
Psammomys est un genre de rongeurs de la famille des Muridés. Ce sont des gerbilles que l'on rencontre de l'Afrique du Nord à l'Arabie. En français, on les appelle Rats des sables. 

## Liste des espèces
Selon ITIS (20 janv. 2011), Mammal Species of the World (version 3, 2005)  (20 janv. 2011) et NCBI (20 janv. 2011) :
- Psammomys obesus Cretzschmar, 1828 - Rat des sables diurne
- Psammomys vexillaris Thomas, 1925